# Buèges
La Buèges est une rivière française qui coule dans le département de l'Hérault et un affluent droit de l'Hérault. 

## Géographie

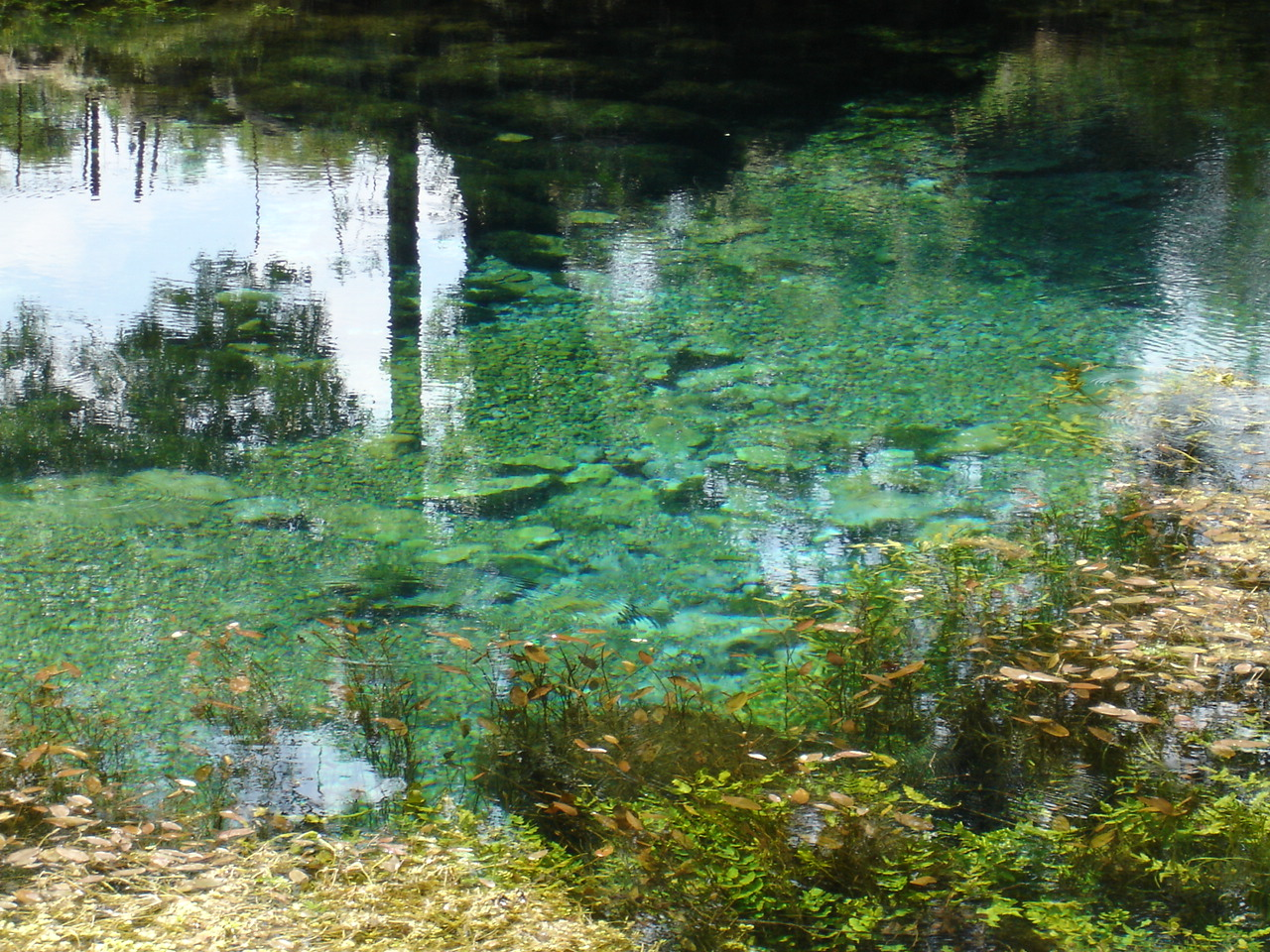
Les sources de la Buèges ont une apparence bleutée.

De 12,2 km de longueur, elle prend sa source à 1 kilomètre en contrebas du village de Pégairolles-de-Buèges, dans le hameau du Méjanel (à trois kilomètres de Saint-Jean-de-Buèges). 
Les sources (en fait plusieurs résurgences mitoyennes collectées dans un bassin à déversoir) ont une apparence bleutée. La Buèges, dont le débit moyen est de 2,5 m3/s, effectue un parcours d'une douzaine de kilomètres avant de se jeter dans l'Hérault.

### Communes et cantons traversés
Dans le seul département de l'Hérault, la Buèges traverse les cinq communes suivantes, de l'amont vers l'aval, de Pégairolles-de-Buèges (source), Saint-Jean-de-Buèges. Saint-André-de-Buèges, Causse-de-la-Selle, Brissac (confluence).

### Toponymes
La Buèges a donné son hydronyme aux trois communes suivantes de Pégairolles-de-Buèges, Saint-André-de-Buèges, Saint-Jean-de-Buèges.

### Bassin versant
La Buèges traverse une seule zone hydrographique « L'Hérault de l'Alzon au Lamalou » (Y211) de ?km2 de superficie.

### Organisme gestionnaire
L'organisme gestionnaire est le SMBFH ou Syndicat mixte du bassin du fleuve Hérault, créé en 2009 et sis à Clermont-l'Hérault.

## Affluents

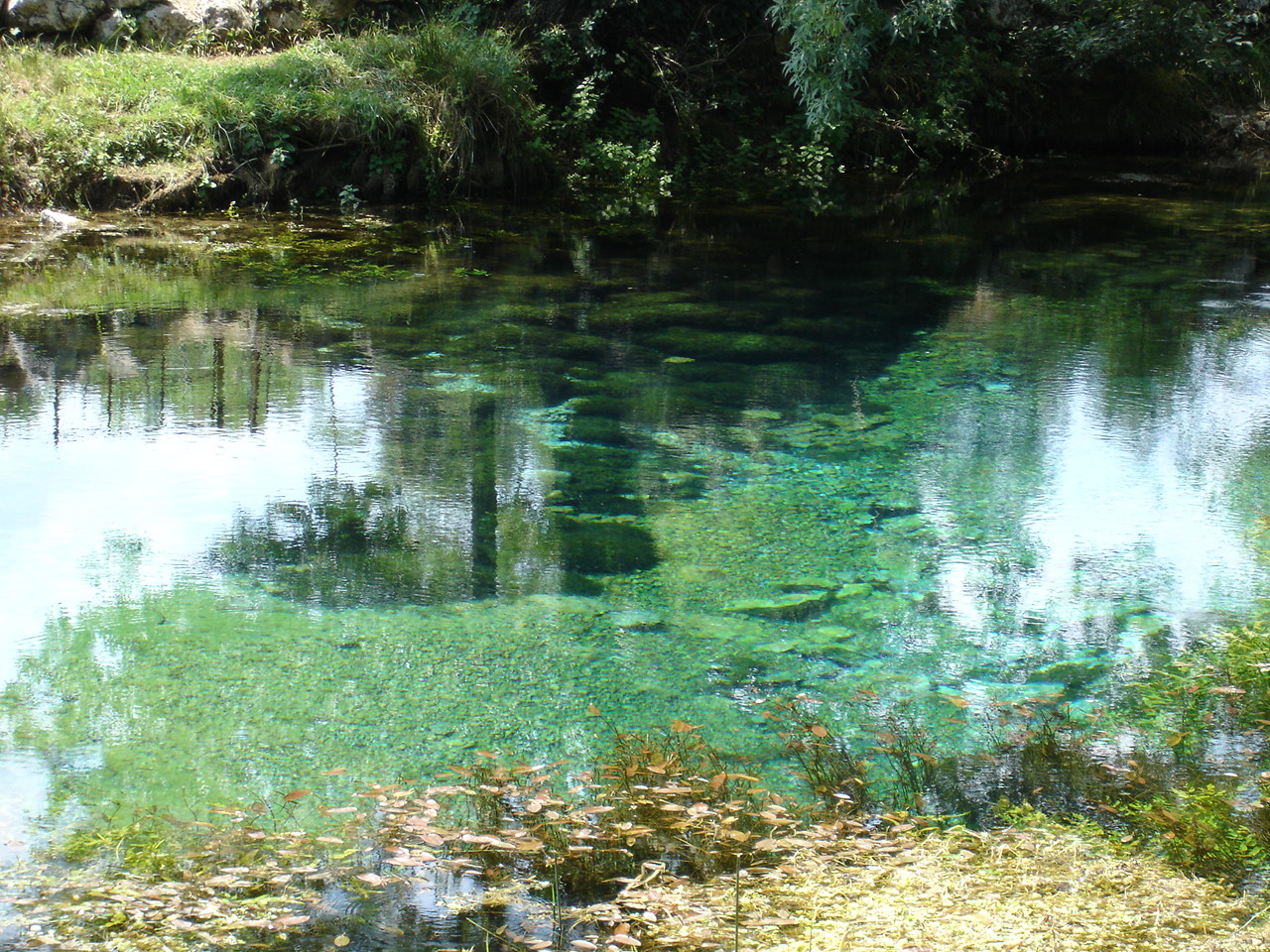
Sources de la Buèges.

La Buèges a trois affluents référencés :
- le ruisseau du Pontel, avec deux affluents :
  - le ruisseau de la Plaine de Lacan,
  - le ruisseau des Vignes Couloulières
- le Garrel,
- le Boisseron, avec deux affluents :
  - le ruisseau de la Combe des Cors,
  - le Merdanson

### Rang de Strahler
Le rang de Strahler est donc de trois.